# Svartvikstjärnarna (Kalls socken, Jämtland, 710693-137219)
Svartvikstjärnarna är en sjö i Åre kommun i Jämtland och ingår i Indalsälvens huvudavrinningsområde. Sjön har en area på 0,0422 kvadratkilometer och ligger 697 meter över havet. Svartvikstjärnarna ligger i Svenskådalen Natura 2000-område.

## Delavrinningsområde
Svartvikstjärnarna ingår i det delavrinningsområde (710784-137085) som SMHI kallar för Mynnar i Jävsjön. Medelhöjden är 687 meter över havet och ytan är 8,73 kvadratkilometer. Det finns inga avrinningsområden uppströms utan avrinningsområdet är högsta punkten. Vattendraget som avvattnar avrinningsområdet har biflödesordning 2, vilket innebär att vattnet flödar genom totalt 2 vattendrag innan det når havet efter 403 kilometer. Avrinningsområdet består mestadels av skog (36 procent) och kalfjäll (63 procent). Avrinningsområdet har 0,15 kvadratkilometer vattenytor vilket ger det en sjöprocent på 1,7 procent.